# Lake Wales
Lake Wales è una città degli Stati Uniti d'America, stato della Florida, Contea di Polk. Secondo lo United States Census Bureau aveva nel 2004 una popolazione di 11 802 abitanti.
L'area attorno all'attuale città venne studiata nel 1879 da Sidney Irving Wailes il quale modificò il nome del lago sulle rive del quale sorge la città, fino ad allora conosciuto come Lago Watts, in Lago Wailes.
La città venne fondata nel 1911-12 su progetto della società Lake Wales Land Company: la grafia del nome della città venne modificata nell'attuale Wales, sebbene il lago su cui sorge mantenga la grafia Wailes.